# Mołstowa
Die Mołstowa (deutsch Molstow) ist ein Fluss in Nordwestpolen, der in Süd-Nord-Richtung innerhalb der Woiwodschaft Westpommern auf einer Länge von 57 Kilometern verläuft.
Die Mołstowa entspringt nahe dem Jezioro Klępnicko (Glietziger See) bei Naćmierz (Natzmersdorf) im Powiat Łobeski (Kreis Labes), durchfließt die Kreise Świdwin (Schivelbein) und Kołobrzeg (Kolberg) und mündet bei Bielikowo (Behlkow) im Kreis Gryfice (Greifenberg i. Pom.) in die Rega.
Das Einzugsgebiet der Mołstowa umfasst 377 km². Der Fluss wird gespeist aus einigen kleineren Nebenflüssen wie Leżnica, Czernica (Schwarzbach), Wkra (Ückerbach), Rzecznica (Winkelbach), Brodziec (Papenbach), Pniewa und Ząbrówka. Der Fluss ist geeignet für den Kanusport.
Entlang des Flusslaufes befinden sich die Gemeindegebiete von fünf Landgemeinden: Resko (Regenwalde), Świdwin (Schivelbein), Sławoborze (Stolzenberg), Rymań (Roman) und Brojce (Broitz). Zwei Ortschaften, die den Namen Mołstowo (Molstow) tragen, säumen in der Gmina Resko bzw. Gmina Brojce das Ufer der Mołstowa.

Die Mołstowa im Flusssystem der Rega